# Успение Богородично (Енидже Вардар)
Вижте пояснителната страница за други значения на Успение Богородично.
„Успение Богородично“ или „Света Богородица“ (на гръцки: Κοίμηση Θεοτόκου) е възрожденски православен енорийски храм в южномакедонския град Енидже Вардар (Яница), Гърция, част от Воденската, Пелска и Мъгленска епархия.

## История
В първата половина на XIX век в Енидже Вардар няма християнска църква и православното население се черкува в „Свети Атанасий“ в Пилорик. Султанският ферман за построяване на църквата е получен трудно в 1858 година, тъй като Енидже Вардар е свещен град за мюсюлманите. С труда на местните жители храмът е завършен в 1860 година. Разположена е върху семеен имот основно на Хаджидимитрови между Божковата къща на юг, на изток се намира пътят, на запад са къщите на Стоян Кусиколчев (Κουσε-Κόλτσε Στουγιαv) и на Георче Димче (Γεωργίου Δίμτσε), а на север тази на Васил Кърджа (Βασιλείου Κιρίτς).
В 1924 – 1932 година църквата е катедрала на Ениджевардарската и Гумендженска епархия.
Църквата е обявена за исторически паметник на 2 юни 1987 година.

## Описание
В архитектурно отношение е трикорабна базилика с по-голям централен кораб и с размери 32 m на 24 m на 10 m. Храмът има и голяма женска църква. На запад, север и юг има отворен трем с арки на квадратни колони 0,6 на 0,6 m, а на изток храмът завършва с петстранна апсида. Стените са дебели 0,85 m, а в източната част е вграден античен релеф. Входовете са три - от север, запад и юг, а прозорците са малки, правоъгълни. Покривът е двускатен със скосяване на запад и изток и покритието е с керемиди. Оригиналният под е бил с керамични плочки, които сега са запазени само в трема, а останалата част на храма е покрита с мозаечни плочки. Таванът е дървен таблиран.
Стенописите в храма са нови, но в храма са запазени ценни икони от XIX и началото на XX век. Иконите са: „Разпятие Господне“ (3 март 1865), „Свети Антоний“ (3 септември 1860), „Свети Харалампий“ (5 май 1863), „Въведение Богородично“ (11 март 1865), „Трима Светители“ (24 май 1870), „Рождение на Йоан Предтеча“ (1869), „Петдесетница“ (9 март 1869), „Вси Светии“ (1865), „Свети Атанасий“, „Влизане в Йерусалим“, „Томино Неверие“, „Свети Григорий Палама“, „Свети Четиридесет мъченици“, „Св. св. Константин и Елена“, „Свети Георги“, „Въздвижение на Светия Кръст“, „Рождество Христово“, „Свети Николай“. В църквата работи зографът Божин Стаменитов (Емануил Стаматиадис).
По-късно е добавена кулообразна камбанария на югоизточния ъгъл на храма, която в 1880 година получава камбана, излята в Одеса.